# High Energy Astrophysical Observatory
Az amerikai HEAO (High Energy Astrophysical Observatory) csillagászati műholdakkal a röntgen tartományban vizsgálták az égboltot. Három HEAO holdat indítottak Atlas–Centaur rakétával.

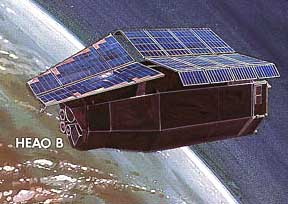
A HEAO-2 űrtávcső

## Műholdak
(zárójelben az indítás dátuma)
- HEAO–1 (1977. augusztus 12.)
- HEAO–2 (1978. november 13.)
- HEAO–3 (1979. szeptember 20.)

### HEAO–1
- Háromszor nézte át az egész röntgen-égboltot, új röntgenforrásokat fedezett fel.
- Másfél évig, 1979. január 9-éig működött.
- 0,2 keV – 10 MeV tartományban végzett méréseket.
- Műszerei:
  - Large Area Sky Survey Experiment (LASS)
  - Cosmic X-ray Experiment (CXE)
  - Modulation Collimator (MC)
  - Hard X-Ray / Low Energy Gamma Ray Experiment

### HEAO–2
- A HEAO–2-t indítás után Albert Einsteinről nevezték el (Einstein Observatory).
- Elsőnek készített képeket röntgenforrásokról.
- 2,5 évig működött
- 0,2 keV – 20 keV tartományban végzett méréseket.
- Műszerei:
  - Röntgenteleszkóp (az első Wolter-típusú)
  - Imaging Proportional Counter (IPC)
  - High Resolution Imager (HRI)
  - Solid State Spectrometer (SSS)
  - Focal Plane Crystal Spectrometer (FPCS)
  - Monitor Proportional Counter (MPC)
  - Objective Grating Spectrometer (OGS)

### Magyar oldalak
- High Energy Astronomy Observatory[halott link]

### Külföldi oldalak
NASA-oldalak:
- HEAO-1
- HEAO-2 = Einstein Observatory
- HEAO-3